# Maria Neumann
Maria Neumann (n. 22 iunie 1905, Lugoj, Austro-Ungaria – d. 28 august 2003, Timișoara, România) a fost o matematiciană română, de origine evreiască, care s-a distins mai ales prin cercetări în geometriile neeuclidiene, inclusiv în domeniul moștenirii științifice a lui János Bolyai. A fost conferențiară la Facultatea de matematică a Universității din Timișoara.

## Biografie
Maria Neumann s-a născut în anul 1905 într-o familie de evrei maghiarofoni din orașul Lugoj, în Banat, pe atunci în Regatul Ungariei, în cadrul Imperiului Austro-Ungar, azi în România. Ea era al doilea dintre cei doi copii ai lui Edmund Neumann și ai lui Ilke, născută Németh.În copilărie și adolescență ea a învățat la Gimnaziul piarist din Timișoara în timpul admninistrației austro-ungare și, apoi, din 1918, al celei române. După examenele de bacalaureat din 1923, a plecat să studieze matematica la Universitatea Regele Ferdinand din Cluj. La încheierea studiilor în 1930, ca evreică, a avut dificultăți de a rămâne în învățământul universitar și a predat ca profesoară de matematică în licee: unul din liceele germane din Timișoara (1933-1934), liceul din Râmnicu Vâlcea (1934-1936),  apoi la Liceul israelit din Timișoara (1936-1949) și, în paralel, la Liceul de stat de fete Carmen Sylva din Timișoara (1936-1940), de unde a fost concediată în urma „legilor rasiale” din anul 1940. În activitatea ei de profesoară, Maria Neumann, a avut elevi care s-au distins ulterior ca matematicieni și oameni de știință, precum Bernhard Rothenstein, George Lusztig și alții.
În timpul regimului comunist, a predat câțiva ani (1949-1952) la Institutul Pedagogic din Timișoara, iar în anii 1962-1971 a devenit conferențiară la Universitatea din oraș. În anul 1968 a susținut la Universitatea din București examenul de doctorat în științe, cu teza „Asupra unui model algebric al geometriei hyperbolice plane” sub îndrumarea prof. Nicolae N. Mihăileanu. Neumann a colaborat cu prof. Mihăileanu la redactarea unor manuale asupra bazelor geometriei.  Neumann a publicat, între altele, lucrări în domeniul geometriei diferențiale și al fundamentelor matematicii. În anul 1971, Maria Neumann a ieșit la pensie.  A decedat, în anul 2003, la vârsta de 98 ani. Între tinerii matematicieni cărora le-a fost mentor în ultimii ani ai vieții s-a numărat informaticianul Octavian Mocanu, care activează în Catalonia.
„Activitatea talentatei matematiciene Maria Neumann se bazează pe o gândire abstractă foarte dezvoltată, pe o cultură matematică mult superioară mediului în care trăia. … ceea ce a realizat ea rămâne cu siguranță o opera solidă, cu multe elemente care ar putea servi ca puncte de referință pentru o dezvoltare ulterioară.” - György Mandics

## Cărți
- cu N.N.Mihăileanu - Bazele geometriei și Fundamentele geometriei
- Neumann Mária, Salló Ervin, Toró Tibor. A semmiből egy új világot teremtettem (Din nimic am creat o noua lume) - despre activitatea lui János Bolyai. Facla Könyvkiadó, Temesvár, 1974.
- Egyed Péter, Mandics György, Neumann Mária, Salló Ervin, Modell és valóság, Facla Könyvkiadó, Temesvár, 1982.
- M. Huschitt, A. Ioanoviciu, N. Mihăileanu, M. Neumann, P. Stanciu, E. Visa Culegere de probleme de geometrie sistematică și proiectivă, Editura Didactică și Pedagogică, București, 1971.

## Legături externe
- Romániai magyar irodalmi lexikon: Szépirodalom, közírás, tudományos irodalom, művelődés IV. (N–R). Főszerk. Dávid Gyula. Bukarest: Kriterion; Kolozsvár: Erdélyi Múzeum-Egyesület. 2002. ISBN 973-26-0698-3
- Anuarul Universității din Cluj
- Portré Galéria  saitul bjt al evreilor timișoreni  - amintirile lui Heinz Tausk